# Apogon sabahensis
Apogon sabahensis är en fiskart som beskrevs av Allen och Kuiter, 1994. Apogon sabahensis ingår i släktet Apogon och familjen Apogonidae. Inga underarter finns listade i Catalogue of Life.